# Ресурсоэффективность
Ресурсоэффективность — способность минимально возможными усилиями достигать максимальных результатов, чтобы таким образом сэкономить возможности или ресурсы в широком смысле этого слова (материальные, финансовые и временные ресурсы, силы, здоровье и т. д.) для других, возможно, более ценных для индивидуума и общества занятий; использование меньшего количества ресурсов для производства того же объема продукции или получения того же свойства — например, срока эксплуатации и качества продукции или температуры воздуха в зданиях — при наличии данного количества материалов и энергии.

## Ресурсоэффективность в мире
15 октября 2014, корпорация Lockheed Martin сообщила, что осуществила технологический прорыв в создании источника энергии на основе ядерного синтеза, и первые реакторы, которые можно будет уместить на крыше грузовика, появятся уже в течение десяти ближайших лет. Глава проекта Том Макгуайр сообщил, что вместе с небольшой командой работал над созданием источника термоядерной энергии в секретной лаборатории Lockheed Skunk Works в течение четырех лет, а теперь готов представить его публике и найти потенциальных партнеров как в промышленном, так и в правительственном сегментах. Первый публичный план представляет собой возможный 100-мегаваттный реактор 2,5 на 3 метра, который сможет уместиться на крыше большого грузовика и который примерно в 10 раз меньше нынешних реакторов. В заявлении крупнейший поставщик Пентагона заявил, что планирует создать и опробовать компактный термоядерный реактор менее чем за год, а рабочий прототип появится уже через пять лет.

### Ресурсоэффективность в Шотландии
Программу ресурсоэффективности в Шотландии финансирует Шотландское правительство, которое помогает предприятиям, государственным и третьим секторам сэкономить деньги за счет более эффективного использования ресурсов.

### Ресурсоэффективность в России
Энергоэффективность и энергосбережение входят в 5 стратегических направлений приоритетного технологического развития, обозначенных Президентом России.
Одна из важнейших стратегических задач страны, которую поставил президент в своём указе — сократить к 2020 году энергоёмкость отечественной экономики на 40%. Для её реализации необходимо создание совершенной системы управления энергоэффективностью и энергосбережением. В связи с этим Министерством энергетики РФ было принято решение о преобразовании подведомственного ФГУ «Объединение Росинформресурс» в Российское энергетическое агентство, с возложением на него соответствующих функций.
Одним из стимулов являются федеральные субсидии и льготы. Из лидеров среди регионов — Краснодарский край. Международные и федеральные банки МБРР и ВЭБ также реализуют свои проекты на территории России.
- «Энергосбережение и энергоэффективность» на официальном сайте Министерства энергетики России
- Энергоэффективность на официальном сайте Министерства экономического развития Российской Федерации
- Федеральный закон об энергосбережении и повышении энергетической эффективности (от 23 ноября 2009 г. № 261-ФЗ)

Томский политехнический университет создал шесть кластеров, объединенных в сетевой междисциплинарный центр превосходства в области ресурсоэффективных технологий. Университет сосредоточился на разработках и исследованиях, аналогов которым нет в мире. Основные кластеры: «Медицинская инженерия», «Устойчивая энергетика», «Безопасная среда обитания», «Ресурсы планеты».